# Санчес Эрнандес, Фидель
Фиде́ль Са́нчес Эрна́ндес (исп. Fidel Sánchez Hernández; 7 июля 1917, Эль-Дивисадеро, Сальвадор — 28 февраля 2003, Сан-Сальвадор, Сальвадор) — сальвадорский военный и политический деятель, дипломат. Министр внутренних дел (1962–1967), президент Сальвадора в 1967–1972 годах.

## Биография
Получив начальное и среднее образование, в 1945 стал курсантом Военной академии имени генерала Херардо Барриоса. Окончив академию с отличием, получил стипендию для обучения в Бронетанковой школе в Форт-Ноксе (США).
По возвращении из США служил в Генеральном штабе Вооружённых Сил, откуда был направлен делегатом в миссию ООН в Корее. После возвращения в Генеральный штаб получил стипендию для обучения в Мадридской школе Генерального штаба Испании, из которой вернулся с дипломом через четыре года (1951-1954) снова в качестве офицера Генерального штаба.
Позже перешел на работу в качестве военного атташе в Париже. После возвращения в Сальвадор был назначен генеральным инспектором, затем командующим департаментом и главой 13-го пехотного полка города Сан-Мигель (1958–1960). В 1960 был назначен военным и воздушным атташе посольства Сальвадора в США и главой делегации в Межамериканском совете обороны, в котором занимал должности вице-президента и временного президента.
В 1960 году после участия в свержении президента Хосе Лемуса был переназначен военным атташе в США, затем в Париже. Подтвердил свою компетентность в области дипломатии и вопросах управления. Позже стал первым сальвадорским наблюдателем при миссии ООН в Корее.
В 1962 году президент Хулио Адальберто Ривера Карбальо назначил его министром внутренних дел (находился в этой должности до 1967 года). 24 октября 1966 года был избран правоконсервативной Партией национального примирения (ПКН) кандидатом на пост президента республики. На выборах 5 марта 1967 года получил 54,37 % голосов и был избран президентом.
Наиболее значимым событием правления Санчеса Эрнандеса была война против Гондураса, получившая прозвище «Футбольная война», которая разразилась после матча между сборными Гондураса и Сальвадора в рамках отборочного турнира к чемпионату мира 1970 года (14–20 июля 1969), в ходе беспорядков совершались нападения на представителей сборной Гондураса. Погромы вызвали ответную реакцию: по Гондурасу начались нападения на сальвадорцев, которые были вынуждены бежать от погромов. Правительство Сальвадора обвинило правительство Гондураса в геноциде.
При его правлении падение цен на кофе и хлопок в 1968 году стимулировало активность оппозиционных сил и профсоюзов. В ответ Санчес Эрнандес продвигал программы социальной помощи наиболее уязвимым группам населения, включая продовольственные субсидии и другие виды экономической поддержки. Несмотря на эти усилия, правительство столкнулось с серьёзными проблемами в борьбе с бедностью и неравенством. Социальные улучшения ограничивались такими факторами, как нехватка ресурсов и коррупция. Правительство также подвергалось критике за отсутствие прозрачности, множественные нарушения прав человека, включая репрессии против политических партий и движений, контроль над СМИ, ограничение свободы выражения мнений и манипулирование избирательным процессом для обеспечения постоянства у власти.
Возглавил глубокую образовательную реформу, которая заключалась в изменении учебных программ, расширении охвата государственных школ и строительстве институтов, школ и колледжей по всему Сальвадор, поддержке изобразительного искусства, музыкальных и художественных школ, студенческого и национального спорта. Появилось образовательное телевидение. В большинстве учреждений высшего образования было создано студенческое самоуправление. В 1970 году 30 процентов общего бюджета страны было выделено на сектор образования, чего до сих пор не сделало ни одно правительство.
В рамках аграрной реформы был принят Закон о дренаже и ирригации, который установил ограничения на размер частной собственности на ирригационных территориях. Институт сельской колонизации также был реструктурирован, и в населенных пунктах был реализован ряд проектов в интересах 11 тысяч соотечественников, переехавших из Гондураса в результате войны.
Санчесу Эрнандесу пришлось столкнуться с попыткой государственного переворота во главе с полковником Бенджамином Мехией 25 марта 1972 года. Президент был взят в заложники путчистами, но они не смогли заручиться поддержкой остальных вооружённых сил Сальвадора. Сальвадорские ВВС начали бомбить столицу и позиции восставших, начались проправительственные протесты. Попытка не удалась, и Санчес Эрнандес остался у власти до конца своего срока. За попытку государственного переворота были осуждены несколько политиков, в том числе Хосе Наполеон Дуарте (его планировалось провозгласить президентом), лидер Христианско-демократической партии, которая вместе с другими оппозиционными партиями заявляла о фальсификациях на выборах 1972 года.
В идеологии и политике придерживался крайне правых взглядов. Лично официально возглавлял антикоммунистическое ополчение ОРДЕН, созданное его сокурсником по Военной академии генералом Медрано.
В ночь на 28 февраля 2003 года в возрасте 85 лет умер от сердечного приступа во время транспортировки в военный госпиталь в Сальвадоре.

## Звания
- 28 января 1938 – подпоручик
- 11 июля 1941 – лейтенант
- 10 марта 1945 – капитан
- 9 февраля 1951 – майор
- 14 декабря 1955 – подполковник
- 10 октября 1961 – полковник
- 7 мая 1969 – генерал